# Vila José
Vila José est une localité de Sao Tomé-et-Principe située au sud de l'île de Sao Tomé, à l'est du pico Cão Grande, dans le district de Caué. C'est une ancienne roça.

## Roça
C'est une ancienne dépendance de la Sociedade Esperança. On y produit de l'huile de palme.